# Petr Pleva
Petr Pleva (* 13. června 1959 Brno) je český politik, v letech 1996 až 2010 poslanec Poslanecké sněmovny PČR, předtím v roce 1992 poslanec Sněmovny lidu Federálního shromáždění, v letech 2002 až 2014 a opět od roku 2018 zastupitel městské části Brno-Vinohrady, člen ODS. Představitel konzervativního křídla ODS a stranický expert na mediální tematiku.

## Biografie
V roce 1988 vystudoval režii na Janáčkově akademii múzických umění v Brně a poté působil pak jako režisér v Československém rozhlasu Brno. Po roce 1989 patřil k mluvčím Občanského fóra. Později po rozkladu Občanského fóra přešel do nově utvořené Občanské demokratické strany (ODS) (server volby.cz při komunálních volbách v Brně v roce 1994 o něm uvádí, že je členem KDS). Ve volbách roku 1992 byl zvolen za ODS, respektive za koalici ODS-KDS, do Sněmovny lidu (volební obvod Jihomoravský kraj). Ve Federálním shromáždění setrval do zániku Československa v prosinci 1992. Ve volbách v roce 1996 byl zvolen do Poslanecké sněmovny Parlamentu České republiky za ODS a poslanecký mandát obhájil ve volbách roku 1998, volbách roku 2002 i volbách roku 2006. V parlamentu se profiloval jako mediální odborník ODS. Byl členem stálé sněmovní komise pro sdělovací prostředky.
Angažuje se i v komunální politice. V komunálních volbách roku 1998 kandidoval za ODS neúspěšně do zastupitelstva městské části Brno-Vinohrady. Zvolen zde byl zastupitelem v komunálních volbách roku 2002 a opětovně v komunálních volbách roku 2006 a komunálních volbách roku 2010. Profesně uváděn jako poslanec, v roce 2010 jako režisér. Ve volbách v roce 2014 neuspěl, ale ve volbách v roce 2018 byl opět zvolen jakožto člen ODS na kandidátní listině subjektu s názvem „Občanská demokratická strana s podporou Svobodných“.
Od roku 2004 předsedá správní radě Českého filharmonického sboru Brno. V rámci ODS patří ke konzervativnímu křídlu. V roce 2004 spolunavrhl výrazné omezení interrupcí, ale v rámci ODS nezískal větší podporu. Je signatářem iniciativy D.O.S.T..
V listopadu 2016 byl zvolen do funkce předsedy správní rady Masarykovy univerzity.